# Plectranthias lasti
Plectranthias lasti är en fiskart som beskrevs av Randall och Hoese, 1995. Plectranthias lasti ingår i släktet Plectranthias och familjen havsabborrfiskar. Inga underarter finns listade i Catalogue of Life.